# Megalaria beechingii
Megalaria beechingii är en lavart som beskrevs av Lendemer. Megalaria beechingii ingår i släktet Megalaria och familjen Megalariaceae.   Inga underarter finns listade i Catalogue of Life.